# Guldbillen
Guldbillen (originaltitel: ''The Gold-Bug) er titlen på en novelle af den amerikanske forfatter og digter Edgar Allan Poe. Novellen blev udgivet i 1843 og udkom første gang på dansk i 1936.

## Handling
Novellens unavngivne fortæller beslutter sig for at aflægge et besøg hos sin ven, Legrand, som bor alene i en hytte sammen med sin slave, Jupiter, på Sullivan's Island i South Carolina. Da vennerne mødes, fortæller Legrand, at han har fundet en bille af arten skarabæ. Den er speciel, fortæller han, fordi der tydeligvis er tale om en art, der aldrig før er set. Han kan dog ikke fremvise den, da han har lånt den ud. Derfor tegner Legrand den på et gammelt stykke papir (der senere skal vise sig at være et pergament). Aftenen slutter med uenighed mellem de to, fordi fortælleren insisterer på, at Legrand har tegnet et kranie og ikke en bille.
En måned senere bliver fortælleren opsøgt at Jupiter, som er meget bekymret for Legrand – han taler nemlig kun om billen. De to tager ud til hytten, hvor fortælleren forsøger at overbevise sin ven om, at han skal gå i seng og hvile sig, da billen tilsyneladende er steget ham til hovedet. Det nægter han og får desuden overtalt sin ven til at tage med ham og Jupiter på en ekspedition ind i vildnisset på øen. De ankommer til et stort træ, og Legrand beordrer Jupiter til at kravle op i træet på et bestemt gren. Dér finder han et kranium, sømmet fast til grenen og på Legrands ordre lader han billen glide igennem den venstre øjenhule, så den lander på jorden. Derfra måler Legrand en afstand i retning væk fra træet, og han insisterer på, at de alle skal begynde at grave. De finder imidlertid intet, og lige før de beslutter sig for at vende hjem, viser det sig, at Jupiter ikke kan kende forskel på venstre og højre. Derfor gentages proceduren; men denne gang finder de en overvældende skat af guld og ædelsten.
Tilbage i hytten fortæller Legrand den forundrede fortæller om, hvordan billen ledte ham på sporet af denne skat. Papiret, som han tidligere havde tegnet den på, havde han fundet nær vraget af et gammel piratskib ved kysten. Og episoden, hvor de skændtes om, hvorvidt Legrand havde tegnet et kranium eller en bille, skyldtes – havde Legrand regnet ud – at papiret i virkeligheden var et pergament med inskriptioner, skrevet med usynligt blæk. Disse inskriptioner, forklarer legrand, viser et kranium og en masse tegn uden umiddelbar mening, og de fremkom på den modsatte side af, hvor han tegnede billen. Af netop denne grund fremkom uenigheden om, hvad Legrand havde tegnet, idet de to kiggede på hver sin side af pergamentet (de usynlige inskriptioner var fremkommet, fordi fortælleren ved et tilfælde havde holdt pergamentet tæt på hyttens ildsted).
Legrand forklarer videre, hvorledes han knækkede koden bag de tilsyneladende meningsløse tegn gennem en statistisk gennemgang af sandsynligheden for, hvilke bogstaver hvert tegn på pergamentet kodede for. Efter denne forklaring tilføjede han desuden, at billen egentlig ikke spillede nogen rolle i forbindelse med skatten, og grunden til, at det netop var billen, der skulle kastes igennem kraniet, var kun at bidrage til fortællerens forvirring.

## Udgivelse af novellen
- The Complete Tales & Poems of Edgar Allan Poe, Castle Books, 1985
- Jul. Wulff (Pioner Bøgerne, 5), 1936
- Trumf Forlag (Trumf Serien, 3), 1950
- Edgar Allan Poe, Hemmelighedsfulde fortællinger, Gyldendal, 1996.
- Otto Rung (1941) Guldbillen og andre hemmelighedsfulde fortællinger